# Lagos Kulikalon

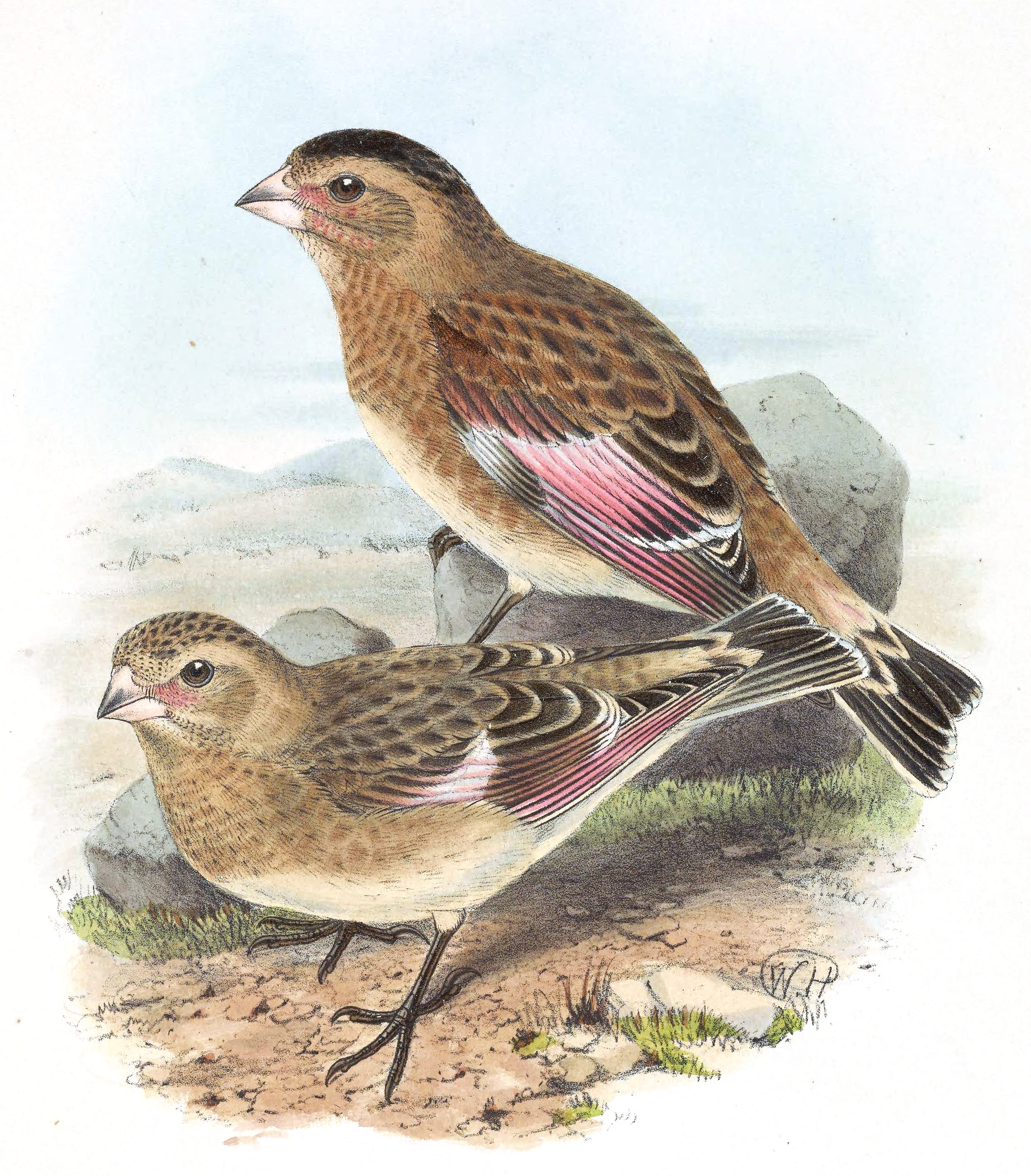
Camachuelo de alas rojas (Rhodopechys sanguineus)

Los lagos Kulikalon son tres lagos glaciares o tarn en las montañas Zeravchan, al sudoeste de la provincia de Sughd, en el oeste de Tayikistán. Los lagos y sus alrededores han sido identificados por BirdLife International como Área importante para la conservación de las aves (AICA).

## Descripción
Los lagos se encuentran a 55 km al sur de Panjakent, en el circo de Kulikalon. Se alimentan de una mezcla de agua y nieve procedente del glaciar de Chimtarga, con niveles máximos de agua en verano. Son drenados por el río Artuch. La media de altitud del circo es de 2800 m, mientras que las montañas que lo rodean tienen entre 3000 y 3500 m.
En la zona que rodea los lagos hay el mayor bosque de Juniperus de la mitad occidental de las montañas Zeravchan, en el extremo del macizo de Chimtarga. Las orillas de los lagos se usan como pastos.

## Aves
En la zona hay numerosas especies de pájaros, residentes y migratorias, que anidan aquí o están solo de paso. Destacan el perdigallo himalayo (Tetraogallus himalayensis), el halcón sacre (Falco cherrug), el buitre del Himalaya (Gyps himalayensis), la agachadiza solitaria (Gallinago solitaria), la chova piquigualda (Pyrrhocorax graculus), la  terrera de Hume (Calandrella acutirostris), el mosquitero azufrado (Phylloscopus griseolus), el treparriscos (Tichodroma muraria), el muscicápido (Phoenicurus erythrogastrus), el acentor pardo (Prunella fulvescens), el bisbita ribereño alpino (Anthus spinoletta), el camachuelo de alas rojas (Rhodopechys sanguineus) y el Mycerobas carnipes.